# Friedrichsdorf (Gütersloh)
Friedrichsdorfⓘ ist ein Stadtteil von Gütersloh. Der Ort bildete bis 1969 eine selbständige Gemeinde im Amt Avenwedde, Kreis Wiedenbrück.
Mundartlich wird Friedrichsdorf auch als Tippe oder Niggen Tippe bezeichnet. Auf Hochdeutsch bedeutet Tippe so viel wie Zipfel (Niggen Tippe bedeutet neuer Zipfel). Der Begriff „Zipfel“ spielt auf die Lage des Ortes an, der schon immer am Rande eines Herrschaftsgebietes oder einer politischen Einheit lag: zunächst im nordöstlichsten Zipfel der fürstbischöflich-osnabrückischen Exklave Amt Reckenberg, dann im Amt Avenwedde und heute bezogen auf das Gebiet der Stadt Gütersloh.

## Geografie
Geografisch liegt Friedrichsdorf am Ostrand der westfälischen Bucht südwestlich des Teutoburger Waldes auf einer Höhe von 100 m ü. NN. Angrenzende Orte sind nord und nordöstlich die Bielefelder Stadtteile Senne, Ummeln und Brackwede sowie südwestlich der ebenfalls zu Gütersloh gehörende Ort Avenwedde. Im Westen grenzt Friedrichsdorf weiterhin an den Gütersloher Stadtteil Isselhorst.

## Geschichte
Friedrichsdorf wurde 1786 in der Großen Heide gegründet, einer unbesiedelten Heidefläche östlich der Bauerschaft Avenwedde an der Kreuzung zweier Landstraßen. Der Name weist auf den Landesherrn, den Osnabrücker Fürstbischof Friedrich August hin, der die Gründung mit Erlass vom 9. Februar 1786 genehmigte. Dieses Datum gilt als Gründungsdatum des Dorfes.
Bereits 1788 fand in Friedrichsdorf der erste Jahrmarkt statt. Der wirtschaftliche Aufschwung und der Zuzug von Siedlern gerieten jedoch schon bald ins Stocken. Statt der geplanten 100 Häuser umfasste das neu gegründete Dorf zehn Jahre nach seiner Gründung lediglich 61 bewohnte und sechs unbewohnte Häuser sowie 21 Bauplätze ohne Käufer. Zudem ließen sich im Zuge der politischen Wirren der napoleonischen Kriege Räubergruppen in Friedrichsdorf nieder, wobei ihnen grenznahe Lage zwischen mehreren Kleinstaaten zugutekam. Sie konnten ihre Beute einige Zeit lang relativ unbehelligt auf dem Friedrichsdorfer Markt verkaufen, bis sie nach mehreren spektakulären Überfällen um 1801 festgenommen wurden. Gleichwohl behielt das Dorf noch weit bis ins 19. Jahrhundert einen schlechten Ruf als Räuberhöhle und Schmugglernest.
Die Konstituierung des kurzlebigen napoleonischen Königreichs Westphalen im Jahre 1807 beendet die Zugehörigkeit Friedrichsdorfs zum Hochstift Osnabrück. Von 1807 bis 1813 gehörte Friedrichsdorf zum Kanton Wiedenbrück im Departement der Fulda des Königreichs. 1815 wurde die Gemeinde Teil der preußischen Provinz Westfalen und 1816 kam sie zum neuen Kreis Wiedenbrück. In diesem gehörte sie zum nunmehr preußischen Amt Reckenberg.
1910 zählte Friedrichsdorf 516 Einwohner.
1914 wurde der Ort Teil des neu geschaffenen Amtes Avenwedde. Im Zuge der Gebietsreform wurden Friedrichsdorf und Avenwedde am 1. Januar 1970 nach Gütersloh eingemeindet.

## Politik

### Wappen
Das Wappen zeigt in Silber einen steigenden roten Fuchs, da in früheren Zeiten der Fuchs in der Umgebung von Friedrichsdorf häufig vertreten war.

## Wirtschaft und Infrastruktur
Friedrichsdorf ist heute überwiegend Wohnort. Das bekannteste Friedrichsdorfer Unternehmen war der Möbelhersteller Flötotto. In Friedrichsdorf befindet sich auch die Freie Waldorfschule Gütersloh.
Friedrichsdorf ist seit Eröffnung des Teilstücks Kreuz Bielefeld–Bielefeld-Zentrum am 5. Dezember 2012 über die Anschlussstelle Bielefeld-Senne/Gütersloh-Friedrichsdorf der A33 zu erreichen.

## Kultur und Sehenswürdigkeiten

### Bauwerke

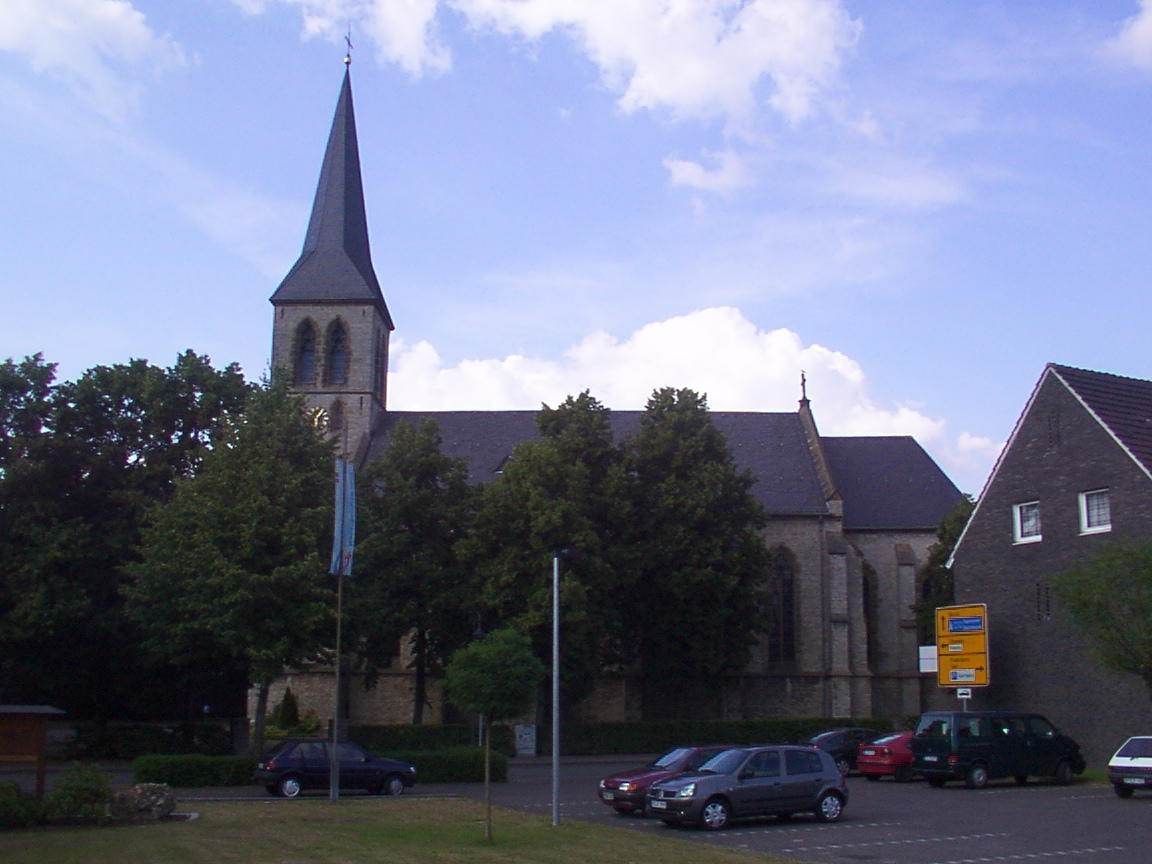
Katholische Kirche St. Friedrich

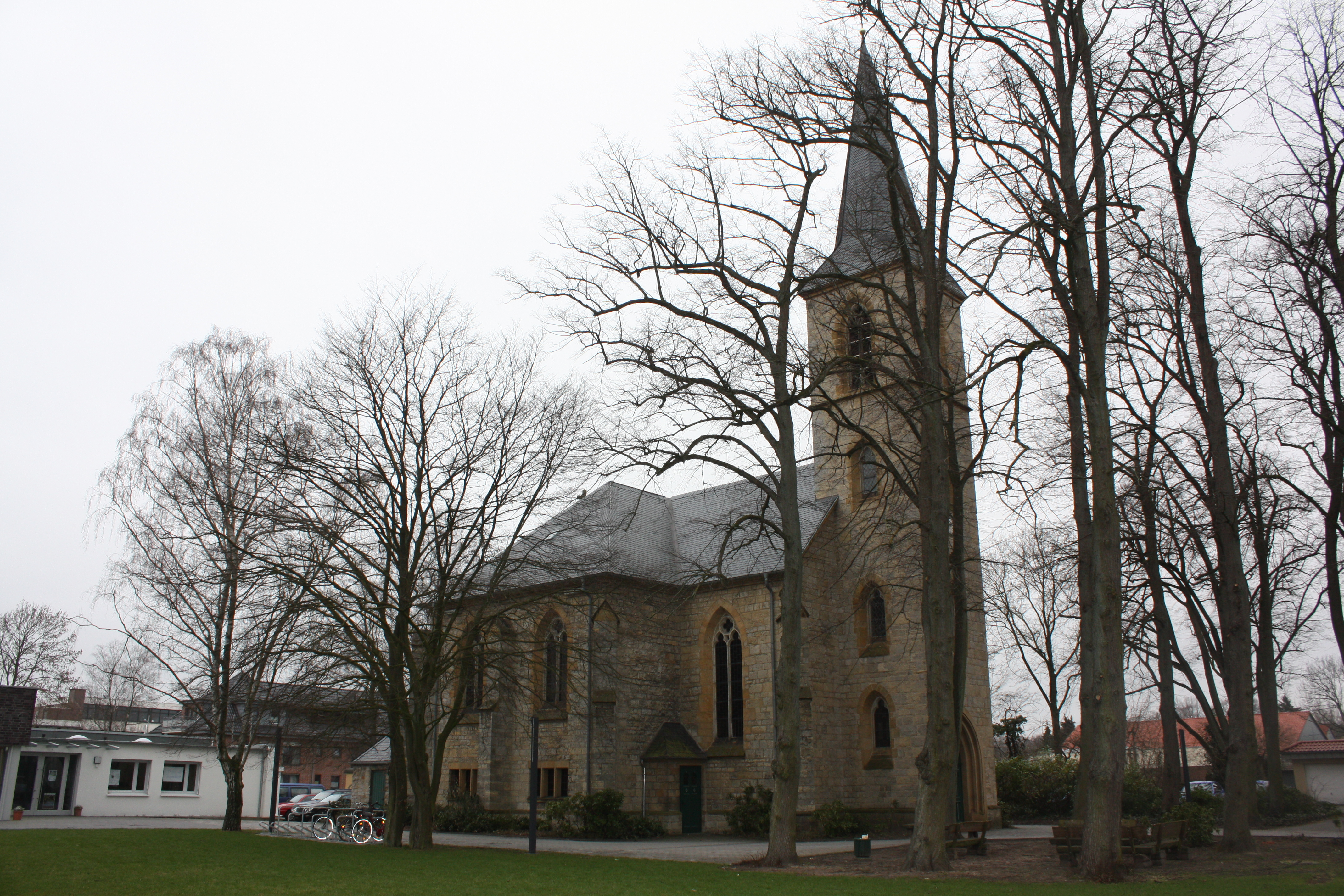
Evangelische Johanneskirche

- Kath. Pfarrkirche St. Friedrich, Avenwedder Straße 516: Die schlichte neugotische Hallenkirche mit Westturm und polygonalem Chor wurde 1863–1866 nach später veränderten Plänen von Conrad Niermann errichtet. Es handelt sich um eine der frühesten neugotischen Kirchenbauten in Westfalen. Von der zeitgenössischen Ausstattung blieben nur Reste erhalten.
- Evangelische Johanneskirche, Brackweder Straße 21: Die neugotische Saalkirche wurde am 10. Juli 1878 eingeweiht, 1913 um ein Seitenschiff und 1959 um eine Sakristei erweitert. Die gotische Ausmalung wurde komplett übermalt.
- Neben den beiden Kirchen stehen drei weitere Objekte aus Friedrichsdorf auf der Liste der Baudenkmäler in Gütersloh: das Hochkreuz und das Grabmal Anton Lücke auf dem Friedhof sowie ein Wohngebäude von 1929 an der Paderborner Straße.

### Vereine
- TuS Friedrichsdorf
- Bürgerschützenverein Friedrichsdorf
- Geflügelzucht und Gartenbauverein Friedrichsdorf seit 1938
- Vogelschutz- und -liebhaberverein (aufgelöst 2019)